# Läkarassistent
Läkarassistent, förr även läkarlärling, är i vissa länder ett steg på vägen till att utbilda sig till läkare. Denna typ av läkare, som är utbildad om det praktiska arbetet som läkare men inte har den bakomliggande teoretiska utbildningen, kallas populärt i modern tid något negativt för barfotaläkare. Denna utbildningsform är vanligare i fattigare länder.
Nuförtiden i Sverige är läkarassistent inte en del av utbildningen, utan beteckningen på en läkarstudent som, vanligtvis under sommaren, vikarierar på ett sjukhus. Läkarassistenten skriver in och ut patienter, dikterar journaler med mera. Kort sagt har läkarassistenten till stor del samma arbetsuppgifter som en underläkare, men allt arbete måste handledas eller ske under delegering av en ansvarig läkare. På sjukhus med läkarbrist har anställning av läkarassistenter blivit ett sätt att rekrytera blivande läkare.
Läkarassistenter har vanligtvis läst sju eller åtta terminer på läkarprogrammet, efter den nionde terminen kan läkarstudenten istället arbeta som vikarierande underläkare.